# Terry Butcher
Terence Ian Butcher (Szingapúr, 1958. december 28. –) angol válogatott labdarúgó, edző.

## Pályafutása

### Klubcsapatban
Szingapúrban született, mert az édesapja ekkor a haditengerészetnél szolgált, gyermekkorát azonban már Angliában töltötte.
Pályafutását az Ipswich Townban kezdte, melynek színeiben 1978-ban mutatkozott be egy Everton elleni bajnoki alkalmával. 1981-ben Bobby Robson irányítása alatt csapatával megnyerte az UEFA-kupát.
1986-ban Skóciába a Rangers együtteséhez igazolt, mellyel háromszor nyerte meg a skót bajnokságot.
1990-ben hazatért Angliába a Coventry Cityhez, ahol már játékosedző volt. Két év alatt 6 mérkőzésen lépett pályára, de szerződése lejártával távozott a Sunderland együtteséhez. Az újonnan alakul Premier League legelső idényben (1992–93) 38 mérkőzésen lépett pályára. 1993-ban fejezte be az aktív játékot a Clydebank FC játékosaként.

### A válogatottban
1980 és 1990 között 77 alkalommal szerepelt az angol válogatottban és 3 gólt szerzett. Részt vett az 1982-es, az 1986-os és az 1990-es világbajnokságon.
Bemutatkozására 1980. május 31-én került sor egy Ausztrália elleni barátságos mérkőzésen. 1989 szeptemberében a Svédország elleni világbajnoki selejtezőn még a mérkőzés elején összefejelt Johnny Ekströmmel és felszakadt a fejbőre. Gyorsan ellátták a sebet és kötést is kapott. Azonban mit sem törődve a sérüléssel, az érkező labdákat rendre kifejelte a tizenhatosról és a sebe ismét felszakadt. Abban az időben nem volt olyan szabály, hogy vérző játékos nem tartózkodhat a pályán, így véres mezben játszotta végig a selejtezőt. Az akkor készült fotók azóta is ikonikusnak számítanak. Anglia kijutott az, 1990-es világbajnokságra ahol az elődöntőig jutottak.

### Edzőként
Az edzősködést a Coventry City és a Sunderland csapatainál kezdte, de ekkor még játékosedző szerepben. 2002 és 2006 között a Motherwell edzője volt. 2006. május 17-én a Sydney FC élére nevezték ki 2 évre, de 2007. február 7-én menesztették, miután nem jutottak be a bajnoki döntőbe a Newcastle Jets ellenében. 2007-ben rövid ideig megbízott edzőként dolgozott a Partick Thistle csapatánál, majd a Brentford együttesét irányította, de a gyenge eredmények miatt az év végén felbontották a szerződését.
2009 és 2010 között az Inverness Caledonian Thistle edzőjeként dolgozott. 2010-ben megnyerték másodosztályt és feljutottak az élvonalba.

## Sikerei, díjai

### Játékosként
Ipswich Town
- UEFA-kupa (1): 1980–81

Rangers FC
- Skót bajnok (3): 1986–87, 1988–89, 1989–90
- Skót ligakupa (2): 1986–87, 1988–89

### Edzőként
Inverness
- Skót másodosztály (1): 2009–10